# Massimo Pica Ciamarra
 (janvier 2022).
La mise en forme du texte ne suit pas les recommandations de Wikipédia : il faut le « wikifier ».
Les points d'amélioration suivants sont les cas les plus fréquents. Le détail des points à revoir est peut-être précisé sur la page de discussion.
- Les titres sont pré-formatés par le logiciel. Ils ne sont ni en capitales, ni en gras.
- Le texte ne doit pas être écrit en capitales (les noms de famille non plus), ni en gras, ni en italique, ni en « petit »…
- Le gras n'est utilisé que pour surligner le titre de l'article dans l'introduction, une seule fois.
- L'italique est rarement utilisé : mots en langue étrangère, titres d'œuvres, noms de bateaux, etc.
- Les citations ne sont pas en italique mais en corps de texte normal. Elles sont entourées par des guillemets français : « et ».
- Les listes à puces sont à éviter, des paragraphes rédigés étant largement préférés. Les tableaux sont à réserver à la présentation de données structurées (résultats, etc.).
- Les appels de note de bas de page (petits chiffres en exposant, introduits par l'outil «  Source ») sont à placer entre la fin de phrase et le point final[comme ça].
- Les liens internes (vers d'autres articles de Wikipédia) sont à choisir avec parcimonie. Créez des liens vers des articles approfondissant le sujet. Les termes génériques sans rapport avec le sujet sont à éviter, ainsi que les répétitions de liens vers un même terme.
- Les liens externes sont à placer uniquement dans une section « Liens externes », à la fin de l'article. Ces liens sont à choisir avec parcimonie suivant les règles définies. Si un lien sert de source à l'article, son insertion dans le texte est à faire par les notes de bas de page.
- La présentation des références doit suivre les conventions bibliographiques. Il est recommandé d'utiliser les modèles {{Ouvrage}}, {{Chapitre}}, {{Article}}, {{Lien web}} et/ou {{Bibliographie}}. Le mode d'édition visuel peut mettre en forme automatiquement les références.
- Insérer une infobox (cadre d'informations à droite) n'est pas obligatoire pour parachever la mise en page.

Pour une aide détaillée, merci de consulter Aide:Wikification.
Si vous pensez que ces points ont été résolus, vous pouvez retirer ce bandeau et améliorer la mise en forme d'un autre article.
Massimo Pica Ciamarra (né le 9 juillet 1937 à Naples) est un architecte et théoricien italien.

## Biographie

### Formation et premières expériences

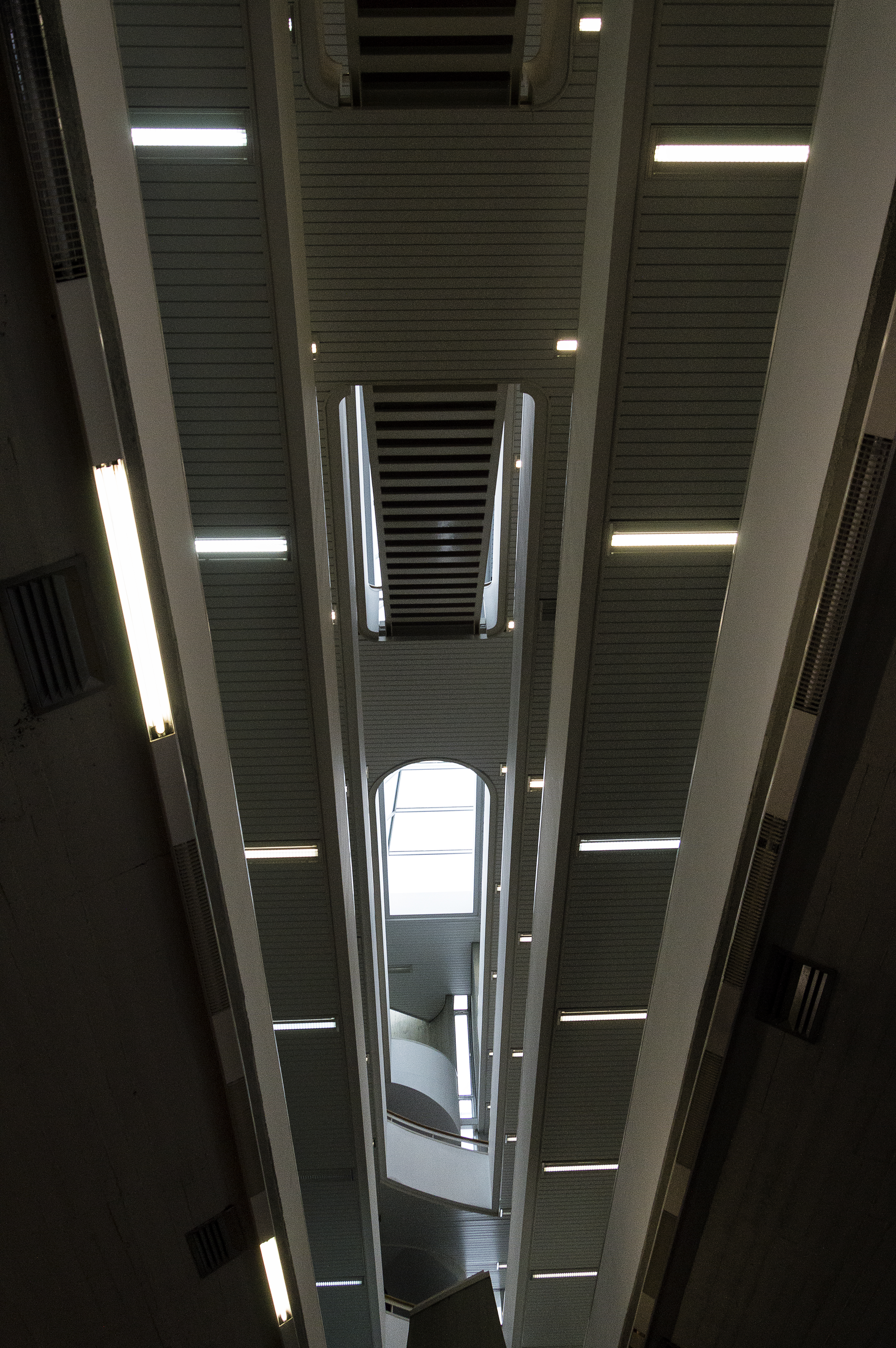
Intérieur de la nouvelle bourse, Corso Meridionale

Il étudie à la Faculté d'architecture de l'Université de Naples Federico II, s'inspirant des enseignements de Giulio De Luca, Ezio De Felice et surtout de Roberto Pane, qui, avec quelques autres, tentent de mettre un terme à la frénésie de construction qui touche la ville de Naples, dévastée par la guerre. Il acquiert une vision critique du rationalisme du Mouvement Moderne et, grâce aussi à un cours sur l'architecture palladienne à Vicence à l'instigation de Pane, Pica Ciamarra commence à développer, pendant ses années universitaires, « l'idée que la modernité peut habiter le principe le plus ancien et que le grand héritage de la ville historique, qui doit être récupéré, réside dans le sens des relations continues ».
La rencontre avec le Team X et les idées exprimées par Le Carré Bleu, feuille internationale d'architecture ont contribué à sa formation. De Bruno Zevi, qui l'a impliqué dans l'IN/Arch, l'Institut National d'Architecture, Pica Ciamarra a hérité de l'idée que « l'architecture est essentiellement espace et que, précisément pour cette raison, elle doit éviter les configurations statiques, symétriques, monumentales, banalement élémentaires ».
En 1960, il réalise sa première œuvre, l'extension des Officine Angus, une usine anglo-suisse produisant des joints industriels dans la province de Naples, en appliquant diverses expériences techniques pour surmonter le « conflit entre forme, fonction et structure » et dépasser le « stéréotype du bâtiment industriel conventionnel ».  Le bâtiment a été primé en 1969 par IN/Arch. En 1963, Pica Ciamarra entame une collaboration avec Riccardo Dalisi, avec lequel il avait développé des expériences dans le studio de Francesco Della Sala. Ils ont en commun « le rejet de l'exigence fonctionnaliste qui conduit à une approche anti-urbaine, la propension à explorer des voies inexplorées, l'idée que l'architecture doit être ouverte à la complexité de la réalité, l'adhésion non conventionnelle aux enseignements des grands maîtres du Mouvement moderne ». Parmi ses projets non réalisés figurent une école primaire à Chiaia (Naples) et le projet « Un seme per la metropoli », présenté au concours de la mairie de Bologne pour repenser les caractéristiques typologiques de la nouvelle école obligatoire, tous deux conçus pour ouvrir l'école sur la ville dans un dialogue constant avec l'environnement urbain environnant. En 1964, avec Michele Capobianco, ils remportent le projet de la Borsa Merci à Naples sur le Corso Meridionale, la première grande œuvre d'architecture publique à laquelle ils sont confrontés. 
Entre 1966 et 1970, Pica Ciamarra conçoit la maison multifamiliale de Posillipo, dans le quartier napolitain du même nom, un exemple de « rationalisme humanisé » dont le but est de favoriser les relations entre les personnes qui y vivent. Les projets de Casa Winspeare, également à Naples, de Casa Renner à Baia Domitia et de Casa Wenner à Marechiaro datent de la même époque.

### Pica Ciamarra Associati

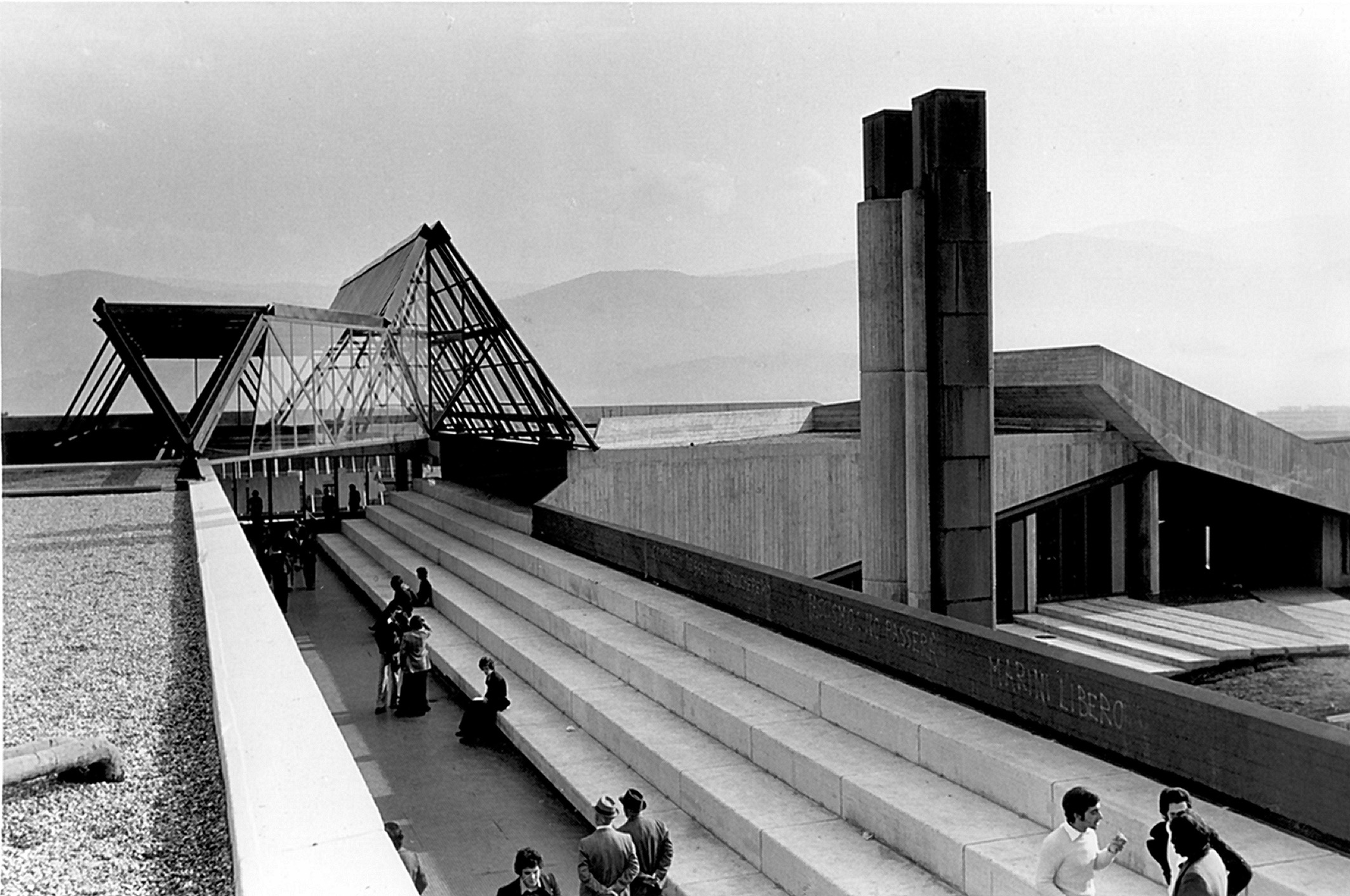
Multifonctionnel Université de Calabre

La dernière œuvre commune de Dalisi et Pica Ciamarra est le projet présenté au concours pour l'Université libre de Bruxelles en 1969, année où Pica Ciamarra obtient une chaire de conception architecturale à l'Université de Naples. Il entame alors une nouvelle association avec Luciana De Rosa, ancienne assistante de Carlo Cocchia. Leur collaboration a débuté avec la conception conjointe de plusieurs résidences privées: la Casa G. à Punta Lagno Massa Lubrense (1971-1973) et la Casa C. à Massa Lubrense (1973-76), qui avaient en commun l'objectif de dépasser la forme de boîte de l'édifice en la brisant par des volumes déchiquetés qui en rompent l'unité et suivent le dessin du terrain. En 1971, le Studio Pica Ciamarra Associati est créé à Posillipo, avec Luciana De Rosa puis Antimo Rocereto ; dans les années 1980, Claudio De Martino puis Patrizia Bottaro, Paola Gargiulo, Carolina Poidomani, Emanuele Pica Ciamarra et Alexander De Siena, Guido De Martino et Angelo Verderosa rejoignent le cabinet, ainsi que   des ingénieurs et d'autres spécialistes. 
La période des protestations étudiantes et les différentes études sur les bâtiments universitaires ont amené Pica Ciamarra à s'intéresser particulièrement à ce sujet, qu'il avait déjà abordé en 1966 avec le concours pour la nouvelle Faculté des Sciences et de Pharmacie de Messine, qu'il a remporté en 1968. En 1971, le « rasoir d'Occam » est présenté au concours pour la nouvelle université de Florence, qui doit être construite autour de la route de liaison Florence-Prato-Pistoia. L'œuvre n'est pas gagnante, mais la même année, il réalise le siège des départements de pharmacie de l'université de Messine, une configuration tripartite fondée sur la nécessité de dépasser le bloc unique en forme de boîte en exploitant les différences de niveau sur le modèle de la Tourette de Le Corbusier. Une typologie qui reviendra à plusieurs reprises dans les travaux de Pica Ciamarra Associati. Parmi les projets non réalisés figure celui de l'université de Lattakya en Syrie (1973, premier concours international sur invitation, suivi de ceux de l'université de Yarmouk et du College of Engineering and Technology - University of Jordan). En 1975, il conçoit un projet pour l'université de Salerne (2e prix), qui vise à intégrer les installations universitaires aux équipements urbains par le biais d'un vaste système de voies piétonnes publiques. Dans le projet gagnant, dirigé par Mario Ingrami, approuvé en 1979, les bâtiments les plus importants en termes de volume ont été confiés à Pica Ciamarra ; les travaux ont duré plus de vingt ans. La bibliothèque E.R. Caianiello a ouvert ses portes en 1997. Le projet du campus d'Arcavacata pour l'Université de Calabre remonte à 1972. Initialement limité à l'unité multifonctionnelle abritant les départements, les facultés, la bibliothèque et les centres informatiques, il a ensuite été étendu entre 1974 et 1977 avec de nouveaux blocs de salles de classe et de bureaux. L'idée du projet est la même que celle des Ateliers Angus, à savoir un projet en constante évolution, auquel d'autres unités volumétriques peuvent être ajoutées au fil du temps en fonction des besoins, en modifiant la fonction des unités existantes, dans l'optique d'une université vivante et en constante évolution. À l'intérieur du bâtiment polyvalent, la galerie centrale reprend l'idée de la Bourse des marchandises d'une place urbaine couverte. Défini comme une « œuvre manifeste » par le Studio Pica Ciamarra Associati, le bâtiment polyvalent d'Arcavacata achève effectivement la maturité de la conception de Pica Ciamarra, en récupérant toutes les idées originales qui ont émergé au cours des premières années, et sera ensuite le point de départ de presque tous les grands projets qui ont suivi.  
La crise énergétique des années 1970 a également incité Pica Ciamarra à étudier les thèmes de la bio-architecture, dans le but de concevoir des bâtiments à faible consommation d'énergie et basés autant que possible sur des mécanismes d'éclairage et de ventilation naturels, ainsi qu'un nouvel accent sur les espaces verts. C'est sur cette base que sont nés les projets non réalisés du quartier 167 de Sessa Aurunca, des écoles de Chiari et de Montichiari, des maisons communales « bioclimatiques » de Pistoia, élaborés en 1979 et décrits dans l'article de Pica Ciamarra et Luciana De Rosa « Alla ricerca delle informazioni perdute » publié en 1980 dans « Spazio e Società ».

### Principales interventions

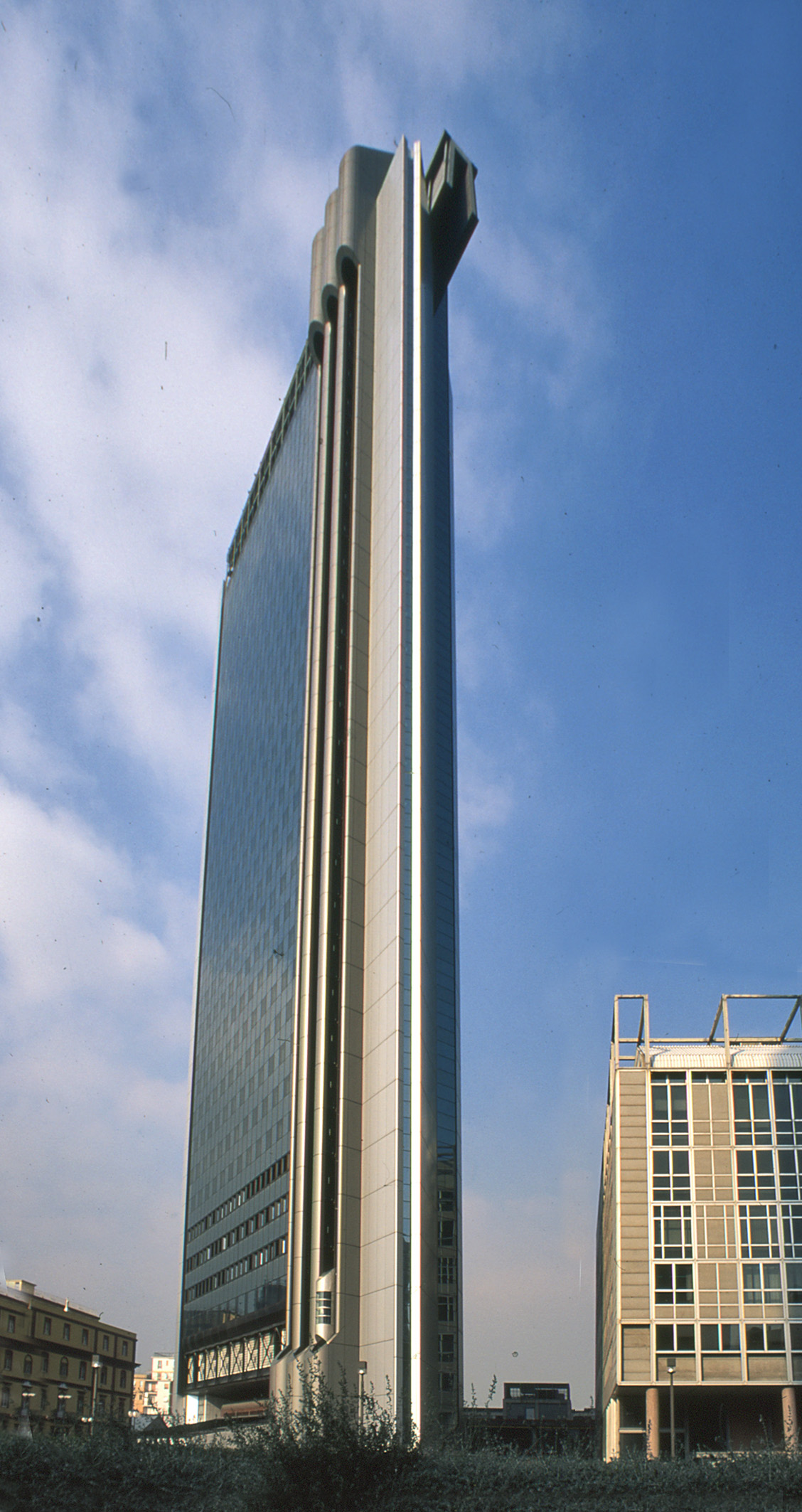
Une des tours d'entrée du Centro Direzionale à Naples.

Pica Ciamarra avait déjà conçu le Palazzo di Giustizia (Palais de justice), inauguré en 1990, dans le cadre du Centro Direzionale de Naples, dont le plan du volume avait été conçu par Kenzō Tange. Le projet, coordonné par Corrado Beguinot, est totalement antithétique au plan Tange, puisqu'il le précède chronologiquement. La place couverte surélevée, agora et lieu de rencontre commun à l'énorme édifice, trahit la signature de Pica Ciamarra. L'hostilité de Pica Ciamarra au projet de Tange est évidente, puisque le Centre directionnel est radicalement opposé au reste du tissu urbain, isolé également par son élévation au-dessus du niveau de la rue, et donc dépourvu de l'idée de traversée continue de la ville qui sous-tend le projet de Pica Ciamarra. Le plan de Tange contraint fortement les projets de Pica Ciamarra, mais celui-ci n'hésite pas à s'écarter des contraintes chaque fois que cela est possible: dans le cas des tours ENEL, l'unité de la façade en verre et la symétrie du dessin original des deux bâtiments sont interrompues. La deuxième paire de gratte-ciel réalise la même idée en plaçant les installations dans un espace ouvert central qui permet également une meilleure circulation de l'air. Les deux paires de bâtiments sont caractérisées par des ascenseurs extérieurs. 
Entre 1984 et 1990, l’équipe Pica Ciamarra Associati a travaillé dans la zone de Fuorigrotta, à l'ouest de Naples, sur la nouvelle place Fuorigrotta et l'Institut des Moteurs du CNR. Ce dernier, issu d'un concours de 1984, met en pratique les principes de la bio-architecture théorisés depuis les années 1970: le bâtiment est concave pour se protéger du soleil et obtenir une isolation thermique élevée, en évitant la réflexion de la chaleur de l'asphalte, des fenêtres à double vitrage, des ouvertures limitées, une pelouse en pente pour protéger les étages inférieurs du bruit, et une grande fontaine à l'eau nébulisée pour rafraîchir les cours d'eau. Le système innovant de récupération des eaux de pluie dans de grands conteneurs pleine hauteur sur les côtés du bâtiment dessert le système de lutte contre l'incendie, le circuit de refroidissement des laboratoires, le système de climatisation par pompe à chaleur et la fontaine. En 1995, des considérations similaires ont inspiré le bâtiment Teuco-Guzzini à Recanati. 
La Piazza di Fuorigrotta, inaugurée à l'occasion de la Coupe du monde de football de 1990, dans une zone inégale de plus de cinq hectares surplombée par le stade San Paolo, l'école polytechnique, la Mostra d'Oltremare et la station de métro Campi Flegrei, a constitué un défi majeur pour le caractère visionnaire du projet : trois tours aux sommets d'un triangle pavé de bois (Torre dell'Informazione; Torre della Memoria; Torre del Tempo e dei Fluidi) abritent des murs vidéo, un système laser, le plus grand cadran solaire d'Europe, des machines à musique et à vent. La négligence a vite condamné à la décrépitude la construction futuriste, intégrée à un bassin d'eau et à des chemins piétonniers en tapis-roulant.
Le projet du campus universitaire de Monte Sant'Angelo, conçu avec Michele Capobianco, se trouve également à la limite des quartiers de Soccavo et Fuorigrotta. Une longue période de gestation, et pas encore achevé dans sa configuration finale après plus de trente ans, et la négligence traditionnelle des espaces, limitent l'efficacité de l'intervention.  

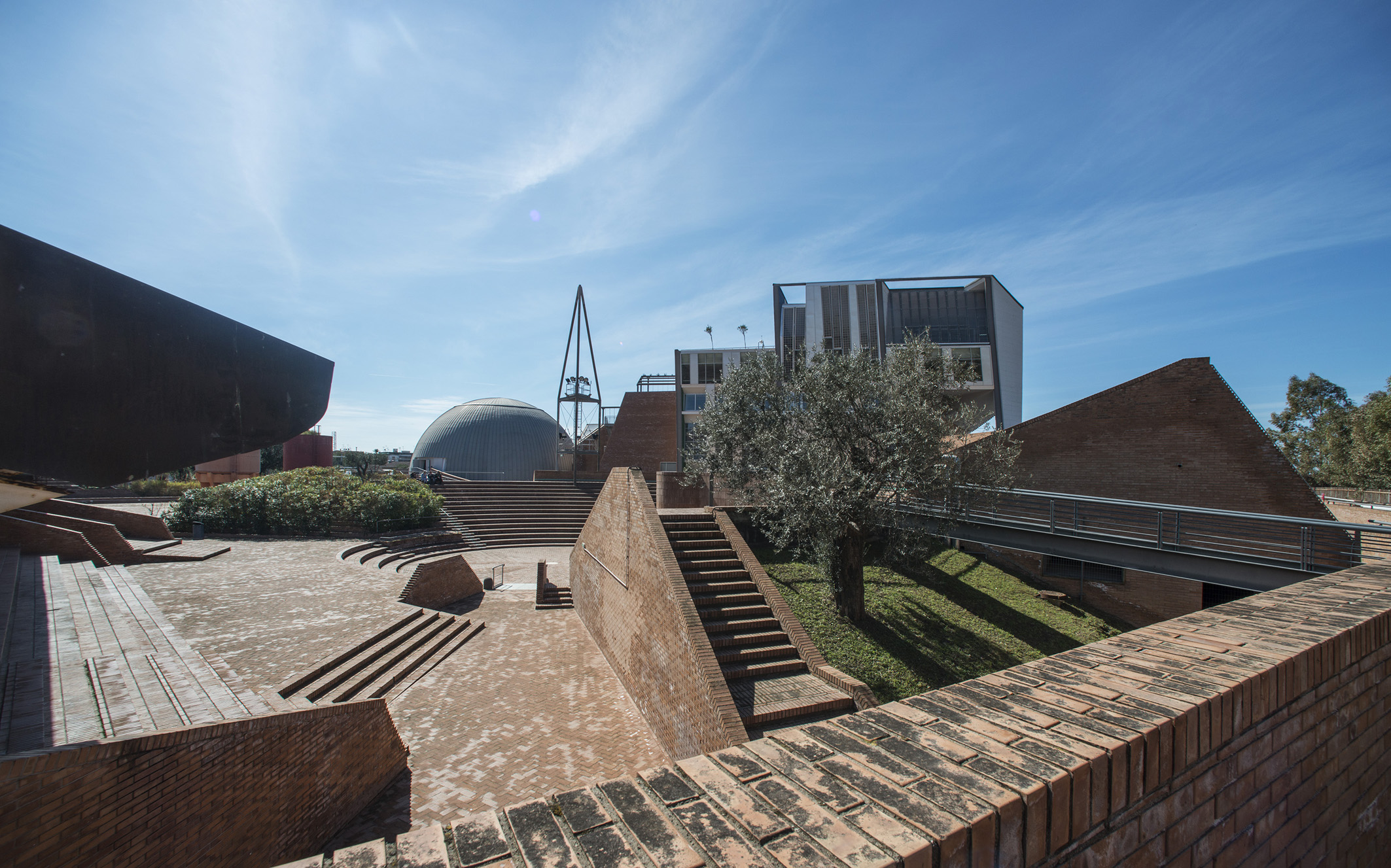
Musée du corps humain à Bagnoli

### L'expérience de la Cité des Sciences
Cofondateur de la Fondation IDIS pour la promotion de la culture scientifique, Pica Ciamarra a conçu le projet de la Città della Scienza dans l'ancienne zone de Federconsorzi à Bagnoli. Ici, il a restauré une ancienne usine en bord de mer, en utilisant des principes bioclimatiques éprouvés avec l'Istituto Motori du CNR; l'autre bâtiment principal, à l'intérieur, conserve l'enveloppe existante et est destiné à accueillir un centre de conférences, des bureaux et un BIC donnant sur deux longues places couvertes. Le projet, finaliste de la Médaille d'or de l'Architecture à la Triennale de Milan en 2003, mention spéciale des « Trophées Sommet de la Terre et Bâtiment » et lauréat du prix international Dedalo Minosse en 2004, a été réalisé par étapes : la rénovation du premier bâtiment en 1996 (« Museo vivo della Scienza »), le centre de congrès et le centre d'innovation commerciale en 2003, et le musée du corps humain, Corporea, ouvert en 2017. Cependant, le « Musée vivant de la science » a été détruit par un incendie criminel en 2013 et n'a jamais été reconstruit. On retrouve certaines similitudes avec le Centre de congrès dans la bibliothèque Sangiorgio de Pistoia, dans l'ancien quartier de Breda, inaugurée en 2007.

### Urbanisme
Dans les années 1970, il participe à la conception du Plan-cadre d'équipement de la mairie de Naples, dans lequel il affirme une logique d'intervention qui développe les thèmes du Team X, qui inspirera ensuite le Plan de récupération des quartiers de Piscinola et Marianella, visant à redonner une unité au tissu urbain, déformé par des années de constructions non autorisées dans une zone qui était jusqu'à récemment une campagne ouverte, tout en récupérant les valeurs urbaines existantes. Toutefois, la mise en œuvre ne sera que partielle. Dans ces expériences, les voies piétonnes, les systèmes d'échange avec les lignes de métro, les places urbaines et les espaces publics en tant que condensateurs sociaux sont d'une importance fondamentale, et ce sont des thèmes substantiels dans les projets urbains ultérieurs. Ces thèmes sont également développés avec des propositions de mobilité alternative intégrées au réseau d'espaces publics: par exemple dans le réaménagement du Rione Libertà à Bénévent et dans « KO CO2 » à Terlizzi. 
Dans le domaine de l'urbanisme, Pica Ciamarra fait preuve d'un grand intérêt et d'un grand activisme pour le réaménagement de l'ancienne zone industrielle de Bagnoli, notamment parce que la seule structure fonctionnelle de la zone est la Cité des sciences, qu'il a conçue. Il a participé aux concours de conception du parc urbain (qu'il n'a pas remporté) et du parc sportif (qu'il a gagné, qui a été construit mais pas inauguré, et qui est maintenant abandonné), mais il a critiqué l'approche globale adoptée par le plan urbain de Vezio De Lucia, qui a également été repris par le récent plan Invitalia, suggérant que les lignes de métro souterraines difficiles soient remplacées par des lignes de tramway de surface, et que la conversion agricole des zones industrielles soit encouragée. Toujours dans le domaine de l'urbanisme, il a conçu le parc urbain et les installations de Cava de' Tirreni et de la Porta Ovest de Salerne, dont le processus de construction, long et contradictoire, devrait s'achever en 2022. Il a également conçu le plan détaillé de l'ancienne zone de Saint Gobain à Caserte qui, avec le plan d'urbanisme municipal qui a suivi, a marqué un lien intéressant entre l'urbanisme et l'architecture. Les recherches sur ces questions sont menées au sein du Cabinet par le groupe de travail coordonné par Patrizia Bottaro.

### Autres interventions
Plus d'une trentaine de projets réalisés dans diverses régions sont sélectionnés par le MIBAC parmi les « Architectures du Second ‘900 ». Parmi les bâtiments universitaires, citons les bâtiments Papardo et Annunziata pour l'université de Messine (1968-1974), le bureau du recteur/Aula Magna/Bibliothèque de l'université de Fisciano (1983-2002), la faculté de médecine et de chirurgie de Caserta (1996, toujours en construction), l'université de Molise à Campobasso (2005) et le complexe Via dei Mulini de l'université de Sannio à Benevento (2008). 

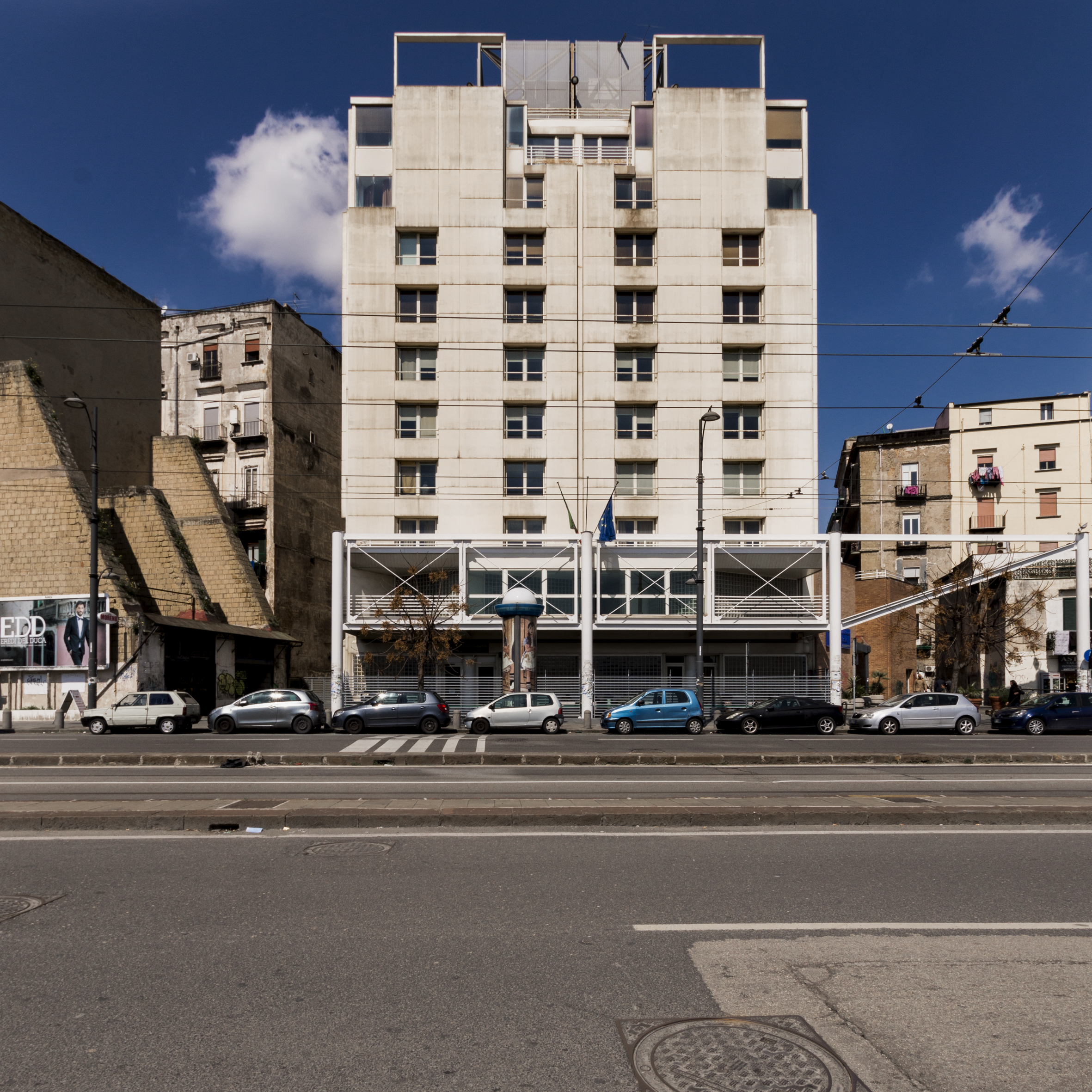
Palais de la Méditerranée

Une expérience significative a également été acquise dans le domaine de la rénovation des bâtiments historiques. Non seulement la Città della Scienza, mais surtout la rénovation du Palazzo Saluzzo di Corigliano du XVIIIe siècle, au cœur du centre historique de Naples, sur la Piazza San Domenico Maggiore, siège des départements de l'université de Naples « L'Orientale », où des vestiges de murs grecs et d'anciennes écuries ont été mis au jour et intégrés aux nouvelles salles de classe souterraines. Dans le même temps, le Palazzo Mascabruno de Portici, datant du XVIIIe siècle, a été restauré pour accueillir une partie de la faculté d'agriculture. L’équipe Pica Ciamarra s'est ensuite attaqué à la restauration du Palais royal voisin de Portici. Entre 1985 et 1992, l'entreprise a été chargée de la restauration du Teatro Fraschini de Pavie et, en 1987 (projet inachevé), de la station zoologique Anton Dohrn de la Villa Comunale de Naples. 
L’équipe Studio Pica Ciamarra a conçu le centre commercial San Paolo à Fuorigrotta, Naples (1989, inauguré en 2000) et le centre commercial Via Argine (2002, inauguré en 2010), ainsi que le centre commercial Torre Ingastone à Palerme (2005, inauguré en 2010). 
Parmi les autres bâtiments importants, citons le CEINGE - Centre international pour le génie génétique à Naples, le service d'accueil et d'urgence de l'hôpital Niguarda à Milan, le bâtiment de la Via Marina à Naples, aujourd'hui Palazzo del Mediterraneo, qui abrite l'université L'Orientale, le siège de Teuco-Guzzini à Recanati et la bibliothèque Sangiorgio à Pistoia.  

### Activité théorique
L’activité de Massimo Pica Ciamarra se caractérise par un engagement intellectuel et théorique continu. De 1971 à 2007, il a été Maitre de conférences de conception architecturale à l'université de Naples, sans jamais avoir été professeur des universités.
En 1987, il a fondé la section Campania de l'IN/Arch, au sein de laquelle, entre 1997 et 2011, il a succédé à Bruno Zevi en tant que vice-président national. En 2006, il reprend la rédaction du « Carré Bleu, feuille internationale d'architecture », magazine historique de Team X, et propose le numéro-manifeste « Fragments / Symbiose » et, en 2008, la Déclaration des devoirs de l'homme, en lien avec l'habitat et les modes de vie. Depuis 2012, il a été vice-président de la Fondation italienne pour la bio-architecture et l'anthropisation durable de l'environnement et membre de l'I.A.A. – International Academy of  Architecture.
Dans Architettura e dimensione urbana (1977), à travers une réflexion sur ses projets, il exprime « la conviction que l'espace urbain est ce qui intéresse l'intervention architecturale sur le plan topologique, de sorte que le bloc urbain et le bâtiment en soi ne sont plus la formalisation spatiale de la ville, mais la prévalence du système de relations sur les parties », d'où il découle que « toute intervention dans la ville préexistante doit être un fragment du continuum urbain ». Il est revenu sur ce thème en 1997 avec le volume Interactions. Principes et méthodes de conception architecturale  et en 2010 avec Integrare. Il progetto sul finire dell'era della separazione. Il a également exploré les thèmes de la durabilité, de la bio-architecture, de l'utopie rationnelle et, plus récemment, de l'architecture spatiale, inventant le néologisme « OrbiTecture » et lançant une collaboration avec le « Centre de l'espace proche » de l'Institut italien du futur, en concevant un habitat spatial de conception planétomorphe inspiré des principes de durabilité, qui a remporté le prix Sorrento pour l'environnement en 2019.
En 2018, la Fondation « Civiliser l'urbain - ETS » flanque Pica Ciamarra Associati. C'est l'occasion de la publication du volume homonyme qui traite des racines, de la thèse et de la perspective de la longue recherche théorique et expérimentale présente dans la vaste exposition monographique du Museo della Pace / MAMT de la Fondazione Mediterraneo. À cette occasion, Pica Ciamarra reçoit le Prix Méditerranéen « Architecture » - édition spéciale 2018.

## Œuvres principales
- Officine Angus, Casavatore, 1961 - 1967
- Nouvelle Bourse, Naples (avec Michele Capobianco et Riccardo Dalisi)
- Maison à Posillipo, Naples, 1967 - 1970
- Unité multifonctionnelle d'Arcavacata - Université de Calabre, Rende, 1972 - 74
- Palais de Justice, Naples, 1975 (avec Corrado Beguinot coord., Michele et Antonio Capobianco, Daniele Zagaria)
- Restauration du Palazzo Saluzzo di Corigliano, Naples, 1979 (avec Ezio De Felice et Ugo Carputi)
- Faculté des sciences et des sciences économiques de Monte Sant'Angelo, Naples, 1981 (avec Michele Capobianco)
- Restauration de la Reggia di Portici et du Palazzo Mascabruno pour la Faculté d'Agriculture, Portici, 1983 - 84
- Tours ENEL, Naples, 1985 - 1990 (avec Giulio De Luca et Renato et Francesco Avolio De Martino)
- Pôle Technologique du CNR et Piazza a Fuorigrotta, Naples, 1984 - 87
- Paire de gratte-ciel au Centro Direzionale, Naples, 1988
- Centre commercial San Paolo à Fuorigrotta, Naples, 1989
- Siège de Teuco-Guzzini, Recanati, 1995
- Bibliothèque ERCaianiello, Bibliothèques de l'Université de Salerne 1997
- Cité des Sciences, Naples, 1993 - 2003
- Centre commercial Via Argine, Naples, 2003-2010
- CEINGE-Advanced Biotechnologies, Naples, 2004
- Biblioteca San Giorgio, Pistoia - 2000- 2007 (avec Angelo Verderosa, Federico Calabrese, Franco Arcidiacono)
- Complexe Torre Ingastone, Palerme 2005-2010
- Corporea - Cité des Sciences
- Salon VIP, aéroport de Naples-Capodichino

## Livres
- Massimo Pica Ciamarra, Poetica del frammento e conversione ecologica, CivETS, 2021  (ISBN 978-88-944192-4-5)
- Massimo Pica Ciamarra (édité), verso Napoli Città Metropolitana, CivETS, 2021  (ISBN 978-88-944192-3-8)
- Massimo Pica Ciamarra, Speranza / Memoria, CivETS, 2020  (ISBN 978-88-944192-3-8)
- Massimo Pica Ciamarra, Verso il Codice della Progettazione, CivETS, 2019  (ISBN 978-88-944192-1-4)
- (fr + en + it) Massimo Pica Ciamarra, Civiliser l'urbain, Le Carré Bleu, 2018 (lire en ligne)
- Massimo Pica Ciamarra, Integrare. Il progetto sul finire dell'era della separazione, Jaca Book, Milan, 2010  (ISBN 978-88-16-40968-2)
- Massimo Pica Ciamarra, Etimo: costruire secondo principi, Liguori, Naples, 2004  (ISBN 978-88-20-73600-2)
- Massimo Pica Ciamarra, Interazioni. Principi e metodi della progettazione architettonica, Clean, Naples, 1997  (ISBN 88-86701276)
- Massimo Pica Ciamarra, La cultura del progetto, Graffiti, Naples, 1996
- Massimo Pica Ciamarra, Qualità e concezione del progetto, Officina Edizioni, Rome, 1994
- Massimo Pica Ciamarra (édité par), Città futura, Clean, Naples, 1988
- Massimo Pica Ciamarra, Manuale delle opere di urbanizzazione, Partie IV, Franco Angeli, Milan, 1983
- Massimo Pica Ciamarra, Architettura e dimensione urbana, Coopérative d'édition économique et commerciale, Naples, 1977